# Geospiza scandens
Tentilhão-dos-cactos-comum ou galapaguito-dos-catos-comum (Geospiza scandens) é uma espécie de ave da família Thraupidae.
É endémica do Equador.
Os seus habitats naturais são: florestas secas tropicais ou subtropicais e matagal árido tropical ou subtropical.